# Olga Gavrilova
Olga Nikolaevna Gavrilova (en rus: Ольга Николаевна Гаврилова) (Unió Soviètica, 8 de febrer de 1957 - Svobodni, óblast de l'Amur, 3 de gener de 2022) fou una atleta soviètica que competia en llançament de javelina. Posteriorment fou entrenadora d'atletisme a Svobodni.
Es va classificar entre les vint-i-cinc millors del món de la disciplina de javelina el 1984 amb una marca personal de 63,52 m. Va donar la sorpresa a la Copa del Món d'Atletisme de 1985 amb un llançament de 66,80 m. va guanyar a la llavors campiona de l'Alemanya Oriental (i futura campiona olímpica) Petra Felke i a la medallista internacional britànica Fatima Whitbread. Juntament amb la medalla d'or aconseguida per Natalya Lisovskaya a la prova de llançament de pes van propulsar l'equip soviètic fins a la segona posició a la classificació per equips nacionals. Aquell mateix any, al Campionat Soviètic d'Aletisme, només havia aconseguit la novena plaça.
Va rebre una de les altes distincions de l'esport soviètic, "Mestre de l'Esport de la URSS, Classe internacional", en rus: мастер спорта СССР международного класса.
Gavrilova va morir a Svobodni el 3 de gener de 2022, a l'edat de 64 anys.